# Остров Цибър (защитена местност)
Остров Цибър e защитена местност в България. Включва незаетата от поддържан резерват „Ибиша“ територия на дунавския остров Цибър, в землището на село Долни Цибър, и два по-малки острова, надолу по течението на река Дунав, в землището на село Горни Цибър.
Защитената местност е обявена на 10 април 2007 г. с цел опазване на местообитания за гнездене, зимуване и почивка по време на миграция на защитени видове птици (речна рибарка, белочела рибарка, стридояд, къдроглав пеликан, смесена чаплова колония и др.). Има площ от 101,48 хектара.